# Deniz Dimaki
Deniz Dimaki –en griego, Ντενίζ Δημάκη– (Atenas, 4 de septiembre de 1977) es una deportista griega que compitió en triatlón y duatlón. Ganó una medalla de bronce en el Campeonato Europeo de Duatlón de 2008.

## Palmarés internacional
| Campeonato Europeo | Campeonato Europeo | Campeonato Europeo | Campeonato Europeo |
| Año                | Lugar              | Medalla            | Prueba             |
| ------------------ | ------------------ | ------------------ | ------------------ |
| 2008               | Serres (Grecia)    | Medalla de bronce  | Individual         |